# KILLER IS DEAD
『KILLER IS DEAD』（キラー イズ デッド）は、グラスホッパー・マニファクチュアが開発し、角川ゲームスより2013年8月1日に発売されたPlayStation 3、Xbox 360用ゲームソフト。略称は「KID」。
隠密国家機関・「処刑事務所」の新人となり、凶悪犯罪者と戦うアクションゲーム。『ロリポップチェーンソー』に続く安田善巳と須田剛一の共同プロジェクト第二弾にして、須田が手掛けてきた『ノーモア★ヒーローズ』や『killer7』の「殺し屋シリーズ」の系譜にあたる。『ロリポップチェーンソー』の開発が軌道に乗った頃に須田から出された企画の一つであり、須田の中にあった「殺し屋シリーズをまたゲーム化したい」という思いを「殺し屋シリーズ」のファンでもあった安田がプロデューサーとして取り上げる形で開発が始まった。
ディレクターはGHMの新英幸が務め、須田はエグゼクティブディレクターとしてゲームデザイン全般とビジュアル関連などで制作全体を指揮し、安田はエグゼクティブプロデューサーとして品質管理を担うと共に、戦闘パートのデザインやイベントシーンの制作を担当した。
『ロリポップチェーンソー』を「陽」とするなら、本作は「陰」とされ、「ポップでキュートなイメージ」を落とし込んでいた『ロリポップチェーンソー』とは対照的に、須田のエッジの利いたセンスが発揮されたゲームとなっている。
2014年には高難易度モード「ナイトメアモード」を追加したSteam版『Killer is Dead - Nightmare Edition』（キラー イズ デッド ナイトメアエディション）がDeep Silverから発売された。
2025年5月には、世界累計販売本数が100万本を突破したことが発表されている。

## ゲームシステム
本作の主人公である処刑人モンド・ザッパを操作し、処刑対象となる凶悪犯罪者を処刑することが主な目的。また、処刑ミッションとは別に、美女を口説くジゴロミッションがある。

### 難易度
難易度の比較はNORMALを基準。
EASY
敵の体力、攻撃力がNORMALより低くなる。
イージージャストガードが使える。
NORMAL
通常の難易度。
HARD
敵の体力、攻撃力がNORMALよりやや高くなる。
ブラッドゲージの回復量がやや少なくなる。
ブラッドゲージの消費量がやや多くなる。
VERY HARD
敵の体力、攻撃力がNORMALより高くなる。
ブラッドゲージの回復量がかなり少なくなる。
ブラッドゲージの消費量がかなり多くなる。
HARDより敵の攻撃が激しくなる。
敵のガードが崩し難くなる。

### キャラクターの操作
移動は左スティックで移動でき、ドッジと同じアクションを行うことでダッシュでも移動できる。さらに右スティックではカメラ操作が可能になる。
攻撃は□ボタンで通常攻撃のスラッシュになり、△ボタンでガードブレイクになる。
通常攻撃の他、L1ボタンでサブウェポン構えになり、構えながらL1で移動し、R1ボタンを押すとサブウェポンによる攻撃ができる。
他のアクションゲームと違い、ジャンプボタンが存在しないため、ジャンプしたらのぼれそうなところがジャンプボタンがないので不可能である。但し一部のストーリーシーンでは、モンドがジャンプするところが幾つか確認できる。

### ガード
敵の攻撃時で赤く光ったタイミングで○ボタンを押すと攻撃を防ぐことができる。近接攻撃は勿論、敵の銃弾も受けることが可能。また敵の攻撃タイミングに合わせてガードすると「ジャストガード」になり敵をひるませることができる。
敵の攻撃によっては「ガード」では受けきれない技が存在する。

### バーストラッシュ
敵の攻撃で左スティックと○ボタンで敵の攻撃を回避する「ドッジ」が発動する。このとき攻撃をギリギリまで引き付けながら「ドッジ」を使うと「ドッジバースト」になり、画面全体が赤くなる。このとき□ボタンを連打することで敵に猛烈なスピードで連続攻撃を叩き込むことができる、モンドのカタナアーツを代表する技。
この技には慣れが必要だが、使い方次第では敵に半永久的にダメージを与えられる。

### アドレナリンバースト
GEKKOU使用時にR1ボタンを押すと発動し、このときに□ボタンで敵を一撃で倒せる強力な技。
ただし紫のオーラが出ているワイヤーズには、その敵の頭上に[R1]と表示されるまでしばらく攻撃し、表示が出たところでこの技を使って倒すことができる。

### ファイナルジャッジメント
連続でスラッシュ攻撃を行いコンボを繋げると上昇するコンボレベルがMAXになり、さらにその状態で最後の一撃を加えると発動する。これが発動すると画面に4つのボタンが表示され、以下のアクションが行える。
1.執行：□ボタンを押すと発動。GEKKOUの刀身を青白く輝かせ、敵の喉をピンポイントに突き刺して絶命させる技。このアクションで倒すと、モンドのスキル強化で必要なムーンクリスタルが入手できる。
2.虐殺：△ボタンを押すと発動。相手の体を持ち上げて、地面に叩きつける技。このアクションで倒すと、モンドの体力の最大値を上昇するためのヘルスジェムが入手できる。
3.処罰：×ボタンを押すと発動。弱った敵の身体にマッセルバックを押しつけて、強力な銃弾で零距離射撃を放つ技。このアクションで倒すと、モンドの体力が回復するワイヤーシナプスが入手できる。
4.暗殺：○ボタンを押すと発動。傷ついた敵の背後に素早く回り込み、GEKKOUで相手の首をかき斬る技。このアクションで倒すと、モンドのブラッドゲージの最大値を上昇するためのブラッディローズが入手できる。

## 登場人物

### 主要人物
モンド・ザッパ（Mondo Zappa）
声 - 置鮎龍太郎
本作の主人公。アメリカ人男性。処刑事務所に所属する処刑人で、真正面から任務を遂行するタイプだが、女性を口説くときもある。左腕は血液を動力とするギミック「マッセルバック」になっており、変形可能。そのギミックはある時からつけているが、その時の記憶を失っている。 好物は半熟卵。
ヴィヴィアン・スコール（Vivienne Squall）
声 - 甲斐田裕子
処刑事務所に所属する女性。処刑時の武器は「ヴィヴィアンファントム」で、16本の腕を展開して十六丁拳銃をやってのけるというものである。
ミカ・タケカワ（Mika Takekawa）
声 - 豊崎愛生
20歳の日本人女性。非常に天然で舌っ足らずな話し方をする。家出中の身らしく、行き倒れていたところをモンドと出会い、彼の好物である半熟卵を作るのが上手という理由で同居している。
ブライアン・ローゼス（Bryan Roses）
声 - 石塚運昇
かつて世界最高と謳われたサイボーグ処刑人で、現在は引退している。処刑時の武器は武器は砲台と合体する「ブライアンタレット」。

### モンドガール
ナタリア（Natalia）
声 - 東條加那子
27歳のブラジル人女性。通称ザ･フェロモン。表裏社会の情報を豊富に持ち、気が強く挑発的な言動が多い。ちなみにオープニング時にモンドと一緒にいた女性。
スカーレット（Scarlett）
声 - 沼倉愛美
20歳（らしい）のアメリカ人（たぶん）。通称ザ･セクシーモンスター。看護婦の格好をしているが看護婦ではない。ステージ上に隠れるようにしており、見つけると血液を分けてくれる。ちなみに彼女だけ他のジゴロミッションとは違いチャレンジミッションをクリアしてガッツを貯めていく仕様になっている。
小春（Koharu）
声 - 中原麻衣
20歳の日本人女性。通称ザ･ゴールデン･ゲイシャ。芸姑として身を立てている着物を着た女性。男性に極上の娯楽と安らぎを与える職業を誇りを持っている。
ベティ（Betty）
声 - 浅川悠
初回特典のみ登場。

### 依頼人
ムーンリバー（Moon-River）
声 - 沢城みゆき

### 処刑対象者
デーモン（Damon）
声 - 西凜太朗

ヴィクター（Victor）
声 - 御園行洋
音楽家のような服装をした犯罪者。世界を悪意で満たそうと企んでいる。
ジャイアントヘッド（Giant Head）
声 - 飯島肇
エリア151で偶然誕生した存在。寝ていることが多く寝起きが悪いため、その寝起きの悪さで破壊活動をしている。
浜田山（Hamada-Yama）
声 - 秋元羊介

セバスチャン（Sebastian）
声 -
初回特典のみ登場。
デイヴィッド（David）
声 - 杉田智和
本作のキーマンでもある。
アリス（Alice）
声 - 下田麻美

トミー（TM-551）
声 - 宝亀克寿

ドリー（Dolly）
声 - 真堂圭
モンドやミカに悪夢を魅せる赤いフードにアイマスクをかけた謎多き女。悪夢の他、寝ている相手の意識を奪い操ることができたり、モンドと2度目の戦いのときに阿修羅と酷似する姿に変化したりできる。

## 用語
月
この時代では、大気こそ無いが月面の開発が進んでおり、幾つかの建物や施設を確認できる。 月への旅行も、アンダーグラウンドな社会では特に珍しくもない。 ストーリーにおいても重要な場所となっている。
ブライアン処刑事務所
主人公達が所属する、国家公認の処刑事務所。 名前の通り処刑専門を生業としており、ターゲットを確実に「処刑」する事をモットーとしている。 依頼料は基本的には税金で賄われているが、死体処理に別途料金を請求している為、依頼者が高額の金銭･もしくは相応の対価を支払う事には変わらない。 なお所長のブライアンは生業に誇りを持ちすぎて経営という点には無頓着である為、経費管理はもっぱらヴィヴィアンの仕事である。
ワイヤーズ
アーマーで身を包み武器を持った敵。様々な姿が確認できる。
マッセルバック
モンドの左腕に装着された義手兼換装武器。99の隠し機能があるとされ、作中でも射撃武器への変形、指紋認証の偽装機能など、様々な機能を垣間見る事が出来る。
GEKKOU
モンドがブライアンから授かった刀で、斬り付けた敵の血を吸う特性を持つ。 日本古来の刀の製造法と、この時代の最新技術である月の技術をふんだんに盛り込んだハイブリッドである。